# Герхард фон Нюрбург-Аре
Герхард фон Нюрбург-Аре (на немски: Gerhard von Nürburg-Are; на латински: Comes Gerardus de Are et de Nurberg; * ок. 1163; † сл. 25 май 1216/ пр. 1222/1225) е граф на Нюрбург-Аре в Северен Рейнланд-Пфалц, Германия.

## Произход
Фамилията му е роднина на Хоенщауфените и на графовете на Лимбург и е много активна в политиката. През 1140 г. се образуват линиите Аре-Хохщаден и Аре-Нюрбург.
Той е син на граф Улрих фон Аре († 1197), основател на линията Аре-Нюрбург, и втората му съпруга Кунигунда († сл. 1158). Внук е на граф Дитрих I (Теодорикус) фон Аре († 1126) и дъщерята на граф Стефан II фон Спонхайм († 1118) и София фон Хам († ок. 1128). Брат е на Дитрих II фон Аре († 5 декември 1212), епископ на Утрехт (1197 – 1212). Роднина е на Зигевин фон Аре († 1089), архиепископ на Кьолн (1078 – 1089), на Ото I († пр.1162), основател на линията Аре-Хохщаден, на Фридрих II фон Аре († 1168), епископ на Мюнстер (1152 – 1168), Лотар фон Хохщаден († 1194), епископ на Лиеж (1192 – 1193), Ото II († 1227), епископ на Утрехт (1216 – 1227), Конрад фон Хохщаден, архиепископ на Кьолн (1238 – 1261), Герхард II († 1258), архиепископ на Бремен (1219 – 1258), и на Бернхард IV († 1247), от 1228 епископ на Падерборн.
Фамилията му е роднина на Хоенщауфените и на графовете на Лимбург и е много активна в политиката. През 1140 г. се образуват линиите Аре-Хохщаден и Аре-Нюрбург.
Баща му Улрих построява замък Нюрбург и основава линията „Аре-Нюрбург“. Ок. 1225 г. се построява замъка Нойенар.

## Фамилия
Герхард фон Нюрбург-Аре се жени за Антигона († сл. 21 януари 1213). Те имат децата:
- Ото фон Аре-Нойенар († сл. 1231/ пр. 1240), граф на Аре и на Графство Нойенар (1213 – 1231)
- Дитрих фон Нюрбург-Малберг († сл. 1239/1240), женен за Агнес фон Малберг († сл. 1233), дъщеря на Рудолф фон Малберг († сл.1204/1209)) и Ида
- Йохан фон Нюрбург († сл. 1269), рицар
- Герардус фон Нюрбург († сл. 1243).